# جوزيف برونو (سياسي)
جوزيف برونو (بالإنجليزية: Joseph Bruno)‏ هو سياسي أمريكي، ولد في 8 أبريل 1929 في غلينز فولز في الولايات المتحدة. حزبياً، نشط في الحزب الجمهوري. وقد انتخب عضو مجلس ولاية نيويورك.